# Rome (groupe)
Pour les articles homonymes, voir Rome (homonymie).
Rome est un groupe luxembourgeois de martial industrial et folk. Il est formé en 2005 par Jérôme Reuter, chanteur et parolier. Après trois albums, Rome quitte son premier label Cold Meat Industry, et rejoint le label allemand Trisol Music Group GmbH en 2009.
Le style musical de Rome est un mélange entre de chansonniers comme Jacques Brel ou Léo Ferré et l'atmosphère sombre de la musique industrielle ou post-industrielle.

## Histoire

### Débuts et succès (2005–2017)
Ce premier album signé chez Trisol Music Group GmbH est salué pour son « parfait équilibre entre les hymnes, les morceaux plus transitoires et contemplatifs. » Sur fond de guerre civile espagnole, Rome s'évertue à raconter une histoire différente dans chaque morceau. Pour la production et les arrangements, le groupe s'étoffe de Patrick Damiani qui parsème le « monde de Reuter avec des sons d'enregistrements de terrain, des voix étrangères, des rythmes martiaux, des hurlements atmosphériques et des styles musicaux variés allant du flamenco au collage pseudo-industriel. » L'album aborde les thèmes « de l'isolement, du désespoir et du déplacement, qu'ils soient politiques, familiaux ou religieux » s'inspire en partie de l'histoire familiale de Jérôme Reuter. Son oncle est né en Tunisie d'une mère italienne qui avait fuit le régime mussolinien et d'un père espagnol recherché pour ses activités antifascistes durant la Guerre d'Espagne.
Jérôme Reuter se permet un examen antipathique de l'orgueil colonialiste.

### Derniers albums (depuis 2018)
L'album Hall of Thatch, sorti en 2018, est jugé comme « une œuvre à la fois introvertie et apocalyptique ».
En 2019, le groupe sort Le Ceneri di Heliodoro. L'album est analysé comme « un reflet de la société d'aujourd'hui » grâce au retour en force des sonorités martiales. L'ambiance néo-folk est unanimement saluée bien que l'usage de codes esthétiques fascistes soulève une certaine ambiguïté. Le tee-shirt conçu pour l'album cite d'ailleurs Julius Evola : « Chaque acte de beauté est une révolte contre le monde moderne. »  Néanmoins, la critique y voit surtout un écho à l'histoire épineuse des penchants politiques du néo-folk. Le nom de l'album est en soi un clin d'œil au recueil de poèmes Le Ceneri di Gramsci du communiste Pier Paolo Pasolini. Le Ceneri di Heliodoro narre « d'une manière musicale et unique l'ancienne et la nouvelle Europe. » L'album est apprécié comme une « œuvre directe, mais pas superficielle, avec une âme pro-européenne à sa base ». La chute de Rome est le fil conducteur de tout l'album divisé en deux parties : Apertura et Clausura (« ouverture » et « clôture » en italien) interprétables comme «  l'ascension et la chute des régimes et des hommes au pouvoir »,. L'idée d'utiliser la chute de Rome comme un moyen de penser le climat politique contemporain est majoritairement apprécié par la critique.
Ce choix s'explique par le fait que Jérôme Reuter a habité en Italie durant la composition de l'album. La batterie martiale et le grattage clair de la guitare résonnent sur plusieurs morceaux notamment A New Unfolding. Certains commentateurs y voient un écho à l'album Flowers From Exile. Quant à la voix de Who Only Europe Know, elle semble être reportée de l'album Hall of Thatch. Le morceau Who Only Europe Know fait explicitement référence au discours des « fleuves de sang » prononcé par Enoch Powell. La première partie de l'album est conclue par Fliegen Wie Voegel chantée en anglais et en allemand dédiée « au vol et au courage d'oser ». Il s'agit ici d'une sorte d'hymne pour les pilotes de chasse de la Seconde Guerre mondiale, tant les Alliés que ceux de l'Axe. Reuter semble ici reprendre en partie les références de Gabriele D'Annunzio présentes dans Sacra Entrata mais avec une vision plus romantique que martiale. Le morceau The West Knows Best est une critique acerbe de l'Amérique en tant qu'arbitre culturel du monde. La deuxième partie de l'album marque le déclin inexorable où les gens voient leurs dirigeants leur tourner le dos, il n'y a rien d'autre à faire que de voir leur propre nation trahie, en ruine. Le single One Lion's Roar fait d'ailleurs illusion avant la réalisation avec The Legion of Rome et Uropia o Morte.

## Prises de position
Jérôme Reuter se définit « premièrement comme Européen » et se sent proche des cultures allemandes et italiennes et s'éprend d'une affection particulière pour l'Irlande et la Suède, où il a de nombreux amis dont le chanteur Brian Brody, Aki Cederberg, Alan Averill, Joseph D. Rowland, Adam Nergal Darski, J.J. de Harakiri et Laure Le Prunenec. Il insiste sur la nécessité de défendre la civilisation occidentale face à une « bande de bigots à l'esprit étroit. » Dans un clin d'œil à Bruce Springsteen et sa chanson Born in the U.S.A., Rome interprète Born in the U.E., chanson dans laquelle il critique l'état des sociétés européennes et l'Union européenne actuelle. Jérôme Reuter n'hésite pas à aborder des thèmes contemporains clivants dans ses chansons tels que la montée du populisme, la crise migratoire ou l'Union européenne. Néanmoins, Jérôme Reuter se tient en retrait, préférant adopter une position contemplative sans prétendre apporter de solutions : « Je ne suis pas un prophète, pas un type de type Cassandra ou Nostradamus. Je n'ai aucune sagesse à offrir. Je chante juste ce que je vois autour de moi. Et la vue est assez sombre en ce moment, c'est sûr. »
En 2011, Jérôme Reuter déclare que Rome n'était ni d'extrême-droite ni d'extrême-gauche et qu'en cela Rome n'est pas un groupe politique, en concluant que les « nazis sont des salauds ». En février 2013, Rome, Sol Invictus et Thomas Peterson du groupe Ore Rosarius Equilibrio, refusent de jouer à l'affiche du concert de Madgdebourg avec le groupe Spreu & Weizen jugé raciste et homophobe,.
Le 5 juillet 2022, Rome joue un concert de charité pour les réfugiés ukrainiens à Lviv et sort un EP intitulé Defiance inspiré par la guerre russo-ukrainienne.

## Style musical et textes
Jérôme Reuter chante en allemand, français, espagnol, et italien dans ses compositions. Selon le journaliste Paul Simpson, le son du groupe combine « des tambours et des cors militaires avec des textures électroniques atmosphériques et des guitares acoustiques éthérées, ainsi que des échantillons et des paroles poétiques souvent liés à des thèmes liés à la guerre, ainsi qu'à des sujets plus universels tels que l'amour, la douleur, et la mort ».

## Inspiration
Jérôme Reuter puise abondamment dans de nombreuses références littéraires pour l'écriture de ses chansons comme Julius Evola, Charles Péguy,  Albert Camus et musicales comme Tony Wakeford, Jacques Brel, Léo Ferré et Jean Genet. Jérôme Reuter s'inspire aussi d'événements historiques comme la Commune de Paris, la guerre civile espagnole et la Guerre du Bush de Rhodésie du Sud.

## Discographie

### Albums studio
- 2006 : Berlin (EP)
- 2006 : Nera
- 2007 : Confessions d'un voleur d'âmes
- 2008 : Masse Mensch Material
- 2009 : Flowers From Exile
- 2010 : Nos chants perdus
- 2011 : Die Æsthetik Der Herrschaftsfreiheit (coffret 3CD : 1.Aufbruch/A Cross of Wheat - 2.Aufruhr/A Cross of Fire - 3.Aufgabe/A Cross of Flowers)
- 2012 : Hell Money
- 2014 : A Passage To Rhodesia
- 2016 : The Hyperion Machine
- 2016 : Coriolan
- 2018 : Hall of Thatch
- 2019 : Le Ceneri di Heliodoro
- 2020 : The Lone Furrow
- 2021 : Parlez-vous Hate?
- 2022 : Defiance (EP)

### Compilations et albums live
- 2015 : Anthology 2005-2015 (compilation)
- 2017 : Hansa Studios Session (enregistré live aux studios Hansa à Berlin, le 2 octobre 2016)
- 2019 : The Dublin Session (enregistré live aux studios Sonic à Dublin, entre les 28 et 30 mai 2019)